# Diego de Trujillo
Diego de Trujillo (Trujillo, 1505 – Cusco, 1575) è stato un militare spagnolo.

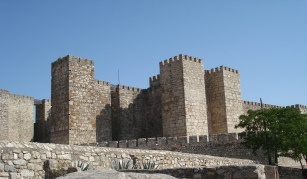
Il Castello di Trujillo

Si tratta di uno dei conquistadores che parteciparono alla conquista del Perù.
È noto anche per essere l'autore di un resoconto delle prime fasi dell'impresa che lo videro protagonista. Il suo racconto abbraccia le vicende del viaggio da Panama fino all'ingresso degli Spagnoli a Cusco.

## Vita
Diego de Trujillo era nato, nel 1505, nella nobile città dell'Estremadura di cui aveva assunto il nome. Era di origine nobile essendo suo padre, Hernando de Trujillo un hidalgo.  Come tutti gli appartenenti alla nobiltà minore, di cui era ricca la Spagna, Diego trascorse i primi anni della sua vita trastullandosi in sogni di ricchezza che riteneva di poter conquistare grazie al suo coraggio e alla predisposizione per ogni sorta di avventura.
Il destino del giovane hidalgo si incrociò, nel 1529 con quello di un suo famoso concittadino, Francisco Pizarro, che era tornato nella città natale per reclutare giovani animosi che lo accompagnassero nella sua prossima spedizione nei mari del Sudamerica.
Diego de Trujillo decise di partire con lui e, nel 1530, si imbarcò per le Indie. Da quel momento non abbandonò più Pizarro e partecipò, ai suoi ordini, a tutte le fasi della conquista del regno degli Inca.
Fu con lui a Cajamarca e prese parte attiva nella cattura di Atahuallpa. Seguì le fasi del riscatto dell'Inca ed ebbe la soddisfazione di vedersene attribuita una parte favolosa, qualcosa come tremilatrecento pesos de oro e centocinquantotto marcos de plata. Non era paragonabile a quanto guadagnato dai cavalieri, ma, come armigero appiedato, era quanto di più avesse mai osato sperare.
Diego proseguì con il suo comandante nella conquista dell'impero andino e partecipò alla presa del Cusco, incrementando ancora il suo patrimonio, ma nel 1536 decise di rientrare in patria.
La nostalgia per la vita di colonia doveva però ricondurlo in Perù, dove ritornò nel 1547 installandosi al Cuzco. Si trovò così catapultato nella guerra civile che Gonzalo Pizarro aveva scatenato contro il potere governativo e, in un primo tempo, si schierò a fianco del ribelle.
Seppe, però, distaccarsene in tempo e, all'atto della sua conclusione, era già passato nelle file governative.
Si trovò ancora coinvolto, al pari degli altri abitanti di Cuzco, nella sollevazione di Hernandéz Giron, ma riuscì a mantenere una posizione defilata che gli consentì di non incorrere in conseguenze giuridiche, al momento della sua sconfitta.
Da allora Diego de Trujillo si dedicò allo sfruttamento dell'"encomienda" che aveva ottenuto, nei pressi di Cuzco, ammirato ed onorato da tutti, come uno dei pochi "conquistadores", della prima leva, ancora viventi.
Nel 1571 ebbe l'incarico dal viceré Francisco de Toledo di stendere le sue memorie, cosa che fece anche se i suoi scritti non vennero mai pubblicati durante la sua vita.
Morì infine, serenamente, nel 1575 nella sua casa di Cusco, compianto da tutti i suoi concittadini.

## Opera
La sua relazione risente del tempo trascorso tra i fatti narrati e la stesura dell'opera. Non si tratta di un resoconto istantaneo, ma della ragionata esposizione degli avvenimenti, visti attraverso la lente del ricordo e della indispensabile meditazione.
Sono tuttavia presenti, in essa, dei particolari inediti, mai riportati dagli altri cronisti, che permettono di colmare alcune lacune storiche altrimenti destinate a perdurare per sempre.
È notevole per l'esposizione dettagliata di una delle prime esplorazioni di Hernando de Soto durante la marcia di avvicinamento a Cajamarca e del primo incontro con un convento di "vergini del Sole" che gli Spagnoli non si peritarono di violare.
Parimenti sono assai interessanti le osservazioni sulle intenzioni, sempre di de Soto. di sopravvanzare le truppe spagnole per conquistare, da solo, Cuzco, cosa che mise in pericolo tutta l'impresa.
A di là dei particolari, l'opera in sé resta comunque una fonte fondamentale per la ricostruzione della conquista dell'impero degli Inca.

## Edizioni
- Relación del descubrimiento del reino del Perú que hizo Diego de Trujillo en compañia del gobernador don Francisco Pizarro y otros capitanes, desde que llegaron a Panamá el año de 1530, en que refiere todas derrotas y sucesos, hasta 15 de abril de 1571. in Tres testigos de la conquista del Perú. - Colección Austral Madrid 1964